# Efebo

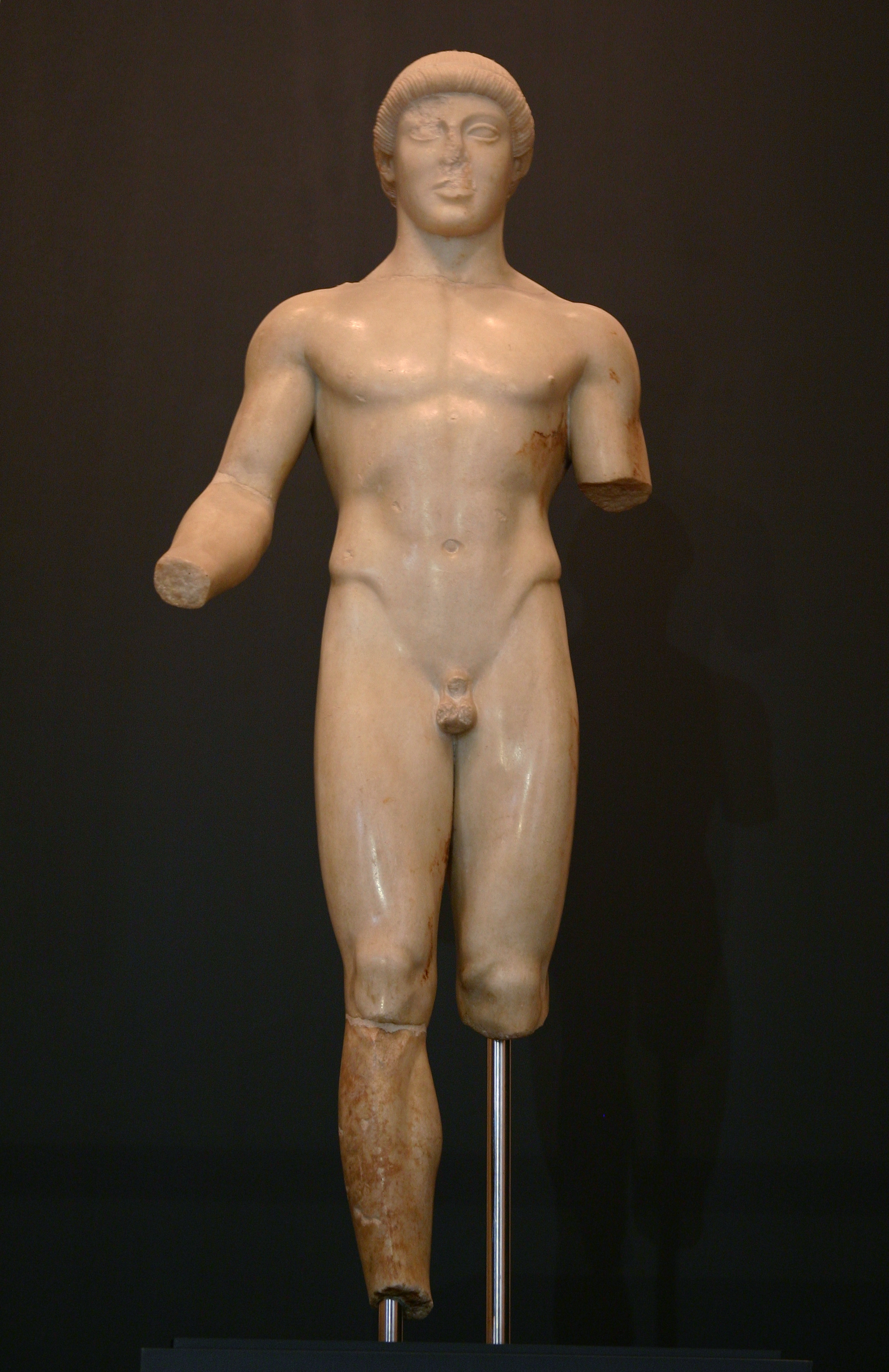
Il cosiddetto Efebo di Agrigento (V secolo a.C.). Agrigento, museo archeologico

Efèbo era detto, nella Grecia antica, il giovane che apparteneva alla classe di età detta "efebìa"; il nome (in greco antico: ἔφηβος?, éphebos, in latino ephēbus), deriva da ἥβη, hèbe, la giovinezza.

## Età classica

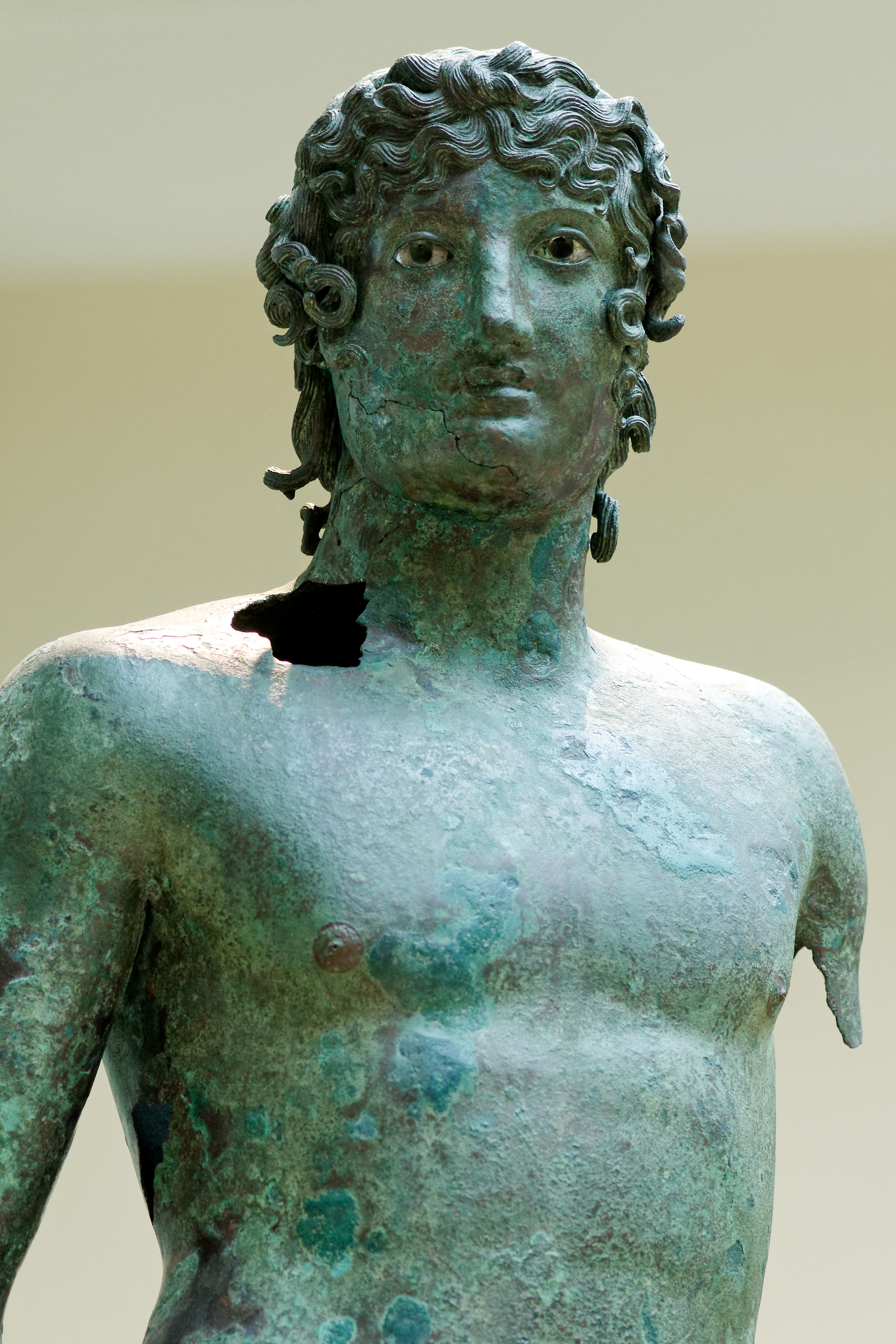
Efebo di bronzo

L'efebìa (ephebéia) era la condizione legale dei giovani al primo gradino dell'arruolamento di leva (le odierne "reclute"), che si esercitavano sotto il controllo dello stato. L'efebia era quindi il primo gradino per l'età adulta e sanciva l'uscita dall'infanzia.
Ad Atene, per esempio, si era efebi dai diciotto ai vent'anni, e ciò veniva sancito con un solenne giuramento nel tempio di Aglauro:
 I giovani non potevano sposarsi, vivevano ai margini della città e per mantenersi ricevevano una modesta paga giornaliera.
Il biennio di efebato era così diviso:
- 1º anno:
  - addestramento fisico e militare nelle "palestrai" del Pireo;
  - visita ai santuari dell'Attica
  - frequenti gare di corsa con le torce singole e a staffetta nel ginnasio;
  - danza "pirrica" (ginnastica a corpo libero) con scudo e lancia, che riproduceva i movimenti tipici degli opliti in guerra;
  - dal 520 a.C. a Olimpia, si svolgeva la gara definita hoplitodromos, gara di corsa di 400 metri andata e ritorno in panoplia, come simulazione nei campi di battaglia per evitare gli arcieri persiani;
  - l'efebo veniva in genere "adottato" da un guerriero esperto per rifinire la preparazione militare.
- 2º anno:
  - addestramento strettamente militare;
  - vita in caserma;
  - guardie alla guarnigione e sorveglianza dell'acropoli;
  - guardie alla cinta muraria o ai confini

## Arte
Nell'arte è spesso detta efebo una statua greca o romana di soggetto ignoto che rappresenta un giovane uomo, o kouros. Numerose statue celebri portano il nome di "efebo", per esempio l'"efebo di Selinunte" o il celeberrimo "efebo di Mozia".

## Uso corrente
In pieno contrasto con questo uso, nel linguaggio corrente di oggi la parola è passata a indicare al contrario un non-adulto, un ragazzo molto giovane, e quindi spesso dalla bellezza delicata, quasi femminea. E soprattutto non ancora pienamente sviluppato.